# Station Nowy Targ
Station Nowy Targ is een spoorwegstation in de Poolse plaats Nowy Targ.